# کمرکلی
کمرکُلی (گاهی کمرکولی) یا بلبل کوهی یا مُرغ قاصد (نام علمی: Sitta) (به عربی: خازن البُندُق یا خازِن الجِلَّوز) نام یک سرده از زیرراسته پرنده آوازخوان است. 